# Isodomo
(Vitruvio De Architectura, Lib. II, Cap. VIII)

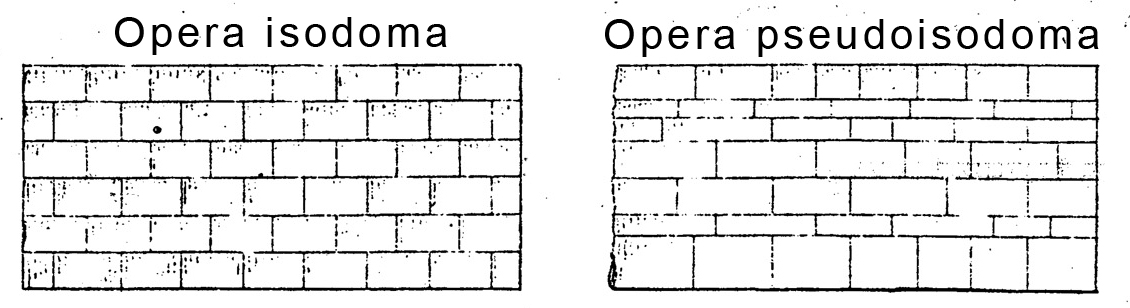
Opere isodoma e pseudoisodoma

L'isodomo (ισόδομος formato da ισός "uguale" e δόμος "costruzione") o muratura isodoma è un'antica tecnica costruttiva costantemente caratterizzante edifici dell'Età del bronzo finale e assai utilizzata nell'architettura monumentale classica.

## Tecnica isodoma
È caratterizzata da file ("assise") di uguale altezza, costituite di blocchi regolari, "conci", di pietra di vario tipo (arenaria, basalto, trachite, calcare, eccetera) dello stesso spessore del muro, ben lavorate su tutti i lati, disposte in file orizzontali ad altezza regolare ed omogenea. Presentano spesso incassi e solchi all'interno per l'incastro reciproco e bozze sulla facciavista per facilitare la posa in opera, in alcuni casi risparmiate per motivi estetici.
Ogni fila è sfalsata rispetto a quella su cui si appoggia.
La muratura regolare dell'isodomo può comunque prevedere un filare di base più alto, formato con lastre disposte verticalmente e chiamate ortòstati.

## Opera pseudo-isodoma
In molti casi, un livello ("ricorso") può essere di minor o maggiore spessore rispetto al precedente, oppure la sezione del singolo concio è trapezoidale per evitare il gradino fra i vari livelli; in tal caso la muratura è detta "pseudoisodoma":
"[...] Queste fabbriche  [le opere in muratura dei greci]  poi sono di due sorta: una si chiama Isodoma, e l'altra Pseudoisodoma. Isodoma si dice quando tutti i filari siano formati di eguale grossezza: Pseudoisodoma quando gli ordini de' filari siano diseguali."

## Altri usi
Con isodomo si può anche indicare genericamente una costruzione simmetricamente disposta in ogni parte.